# Francisco de la Cruz Ceballos
Francisco de la Cruz Ceballos (Córdoba, 7 de septiembre de 1891-Córdoba, 30 de septiembre de 1937) fue un político español, alcalde de Córdoba durante el periodo de la Segunda República.

## Biografía
Nacido en 1891, era miembro del Partido Republicano Radical de Alejandro Lerroux. Fue uno de los administradores del diario cordobés La Voz, que se consolidaría como el segundo periódico lerrouxista más importante de Andalucía.
En las elecciones municipales de abril de 1931 concurrió por la coalición republicano-socialista y obtuvo acta de diputado por el Ayuntamiento de Córdoba, en representación del distrito IV (Magdalena y Alcolea). Dichas elecciones constituyeron un éxito para las candidaturas republicanas en toda España y serían el prolegómeno de la proclamación de la Segunda República. El 13 de julio de 1931 la corporación municipal lo eligió alcalde por 27 votos a favor y siete en blanco, sucediendo a Eloy Vaquero.
En calidad de alcalde, llegó a asistir a la asamblea andalucista que se celebró en Córdoba en enero de 1933.
Durante su mandato tuvieron lugar la inauguración de la emisora de Radio Córdoba, o la celebración en mayo de 1933 del primer certamen del Festival de los Patios Cordobeses, aunque también hubo de hacer frente a numerosos problemas que afectaban a la ciudad. Llegó a suscribir un manifiesto —junto a varios concejales y el presidente de la diputación, José Guerra Lozano— en el que se pedía la reintegración del Palacio de Viana «al pueblo de Córdoba». Cesó como alcalde en septiembre de 1933.
Tras el estallido de la Guerra civil fue detenido por las fuerzas sublevadas y encarcelado. Al cabo de un año fue puesto en libertad, gravemente enfermo.
Falleció poco después de su puesta en libertad, en septiembre de 1937.